# Луксембуршки компромис
Луксембуршки компромис, који је постигнут 1966. године, привео је крају кризу „празне столице“, коју је произвела Француска 1965. године одбијајући да учествује у раду вијећа тадашње Европске економске заједнице. Компромисом је предвиђено да ће у случају одлука које се доносе већином гласова на приједлог Европске комисије, а ако су у питању важни интереси једног или више партнера, чланови Вијећа ЕУ дати све од себе да се у разумном року дођу до рјешења које ће моћи усвојити сви чланови Вијећа ЕУ, поштујући међусобне и интересе Заједнице. У суштини, овим компромисом прописано је једногласно доношење одлука те остављена могућност вета када су у питању витални интереси неке од држава чланица. Луксембуршки компромис је и данас на снази. Међутим, компромис није спријечио Вијеће ЕУ да у складу с Уговором о Европској заједници доноси одлуке квалификованом већином. Штавише, гласање квалификованом већином током година поступно је ширено на све више области и постало је уобичајен поступак доношења одлука, док се једногласност примјењује само у одређеним областима.